# Pilgramshof
Pilgramshof ist ein Weiler und Gemeindeteil von Neukirchen bei Sulzbach-Rosenberg im oberpfälzischen Landkreis Amberg-Sulzbach.

## Geografie
Pilgramshof liegt im Nordwesten der Oberpfalz, etwa neun Kilometer westlich von Sulzbach-Rosenberg und am nordwestlichen Fuß des 522 Meter hohen Gemeindeberges. Der Weiler ist ein Gemeindeteil der Gemeinde Neukirchen bei Sulzbach-Rosenberg und ungefähr zweieinhalb Kilometer von deren Gemeindesitz entfernt.

## Geschichte
Das bayerische Urkataster zeigt Pilgramshof in den 1810er Jahren als einen aus fünf Herdstellen bestehenden kleinen Ort. Seit dem bayerischen Gemeindeedikt von 1818 hatte Pilgramshof zur Gemeinde Bachetsfeld gehört, deren Verwaltungssitz sich im Dorf Bachetsfeld befand. Neben dem namensgebenden Hauptort gehörten dazu die Orte Bodenhof, Büchelberg, Erkelsdorf, Ermhof, Fichtelbrunn, Haid, Oberlangenfeld und Schwand. Als die Gemeinde Bachetsfeld im Zuge der Gebietsreform in Bayern im Jahr 1976 aufgelöst wurde, wurde Pilgramshof mit einigen anderen Gemeindeteilen in die Gemeinde Neukirchen eingegliedert.
| Jahr          | 001875 | 001885 | 001900 | 001925 | 001950 | 001961 | 001970 | 001987 |
| Einwohnerzahl | 31     | 31     | 29     | 21     | 31     | 17     | 19     | 12     |

## Baudenkmäler
Zwei Stadel in Pilgramshof stehen unter Denkmalschutz. Bei beiden handelt es sich um aus der zweiten Hälfte des 18. Jahrhunderts stammende eingeschossige Fachwerkbauten.
- Liste der Baudenkmäler in Pilgramshof